# 1820年葡萄牙自由革命
1820年自由革命（葡萄牙語：Revolução Liberal）是1820年葡萄牙境內爆发的革命。
1807年，拿破仑一世率军侵入葡萄牙，葡萄牙女王玛丽亚一世逃亡巴西。1815年维也纳会议后，葡萄牙被英国占领。此時曼努埃尔·费尔南德斯·托马斯等人秘密結社，這些人反对君主专制，主張自由主义。1820年8月24日，托马斯和其他人與波尔图卫戍部队共同舉事，舉事迅速蔓延到该国其他地区。革命者要求葡萄牙王室立即返回葡萄牙本土，廢除君主專制並要求在葡萄牙建立君主立宪制，同時1820年制宪议会成立。1821年，若昂六世從巴西返回葡萄牙，次年1822年葡萄牙宪法頒布。若昂六世承认新宪法，但他的儿子米格爾一世於1823年5月反抗新憲法，宣布恢复君主专制，废除宪法。若昂六世转而支持米格爾一世。　　